# Ocean Airlines
Ocean Airlines is een voormalige Italiaanse luchtvrachtmaatschappij. Het bedrijf had haar thuisbasis in Brescia en was opgericht in 2003 door het Oostenrijkse bedrijf AirReps en opereerde als een dochter van de Luxemburgse Ocean Group.
In april 2008 zijn alle activiteiten van Ocean Airlines opgeheven. De laatste vlucht van Ocean Airlines werd uitgevoerd in oktober 2007.

## Bestemmingen
Ocean Airlines voerde lijnvluchten uit naar (oktober 2007):
- Almaty, Brescia, Bisjkek, Dubai, Hongkong, Istanboel, Shanghai, Luanda, Lahore en Nagoya.

## Vloot
De vloot van Ocean Airlines bestond uit (september 2007):

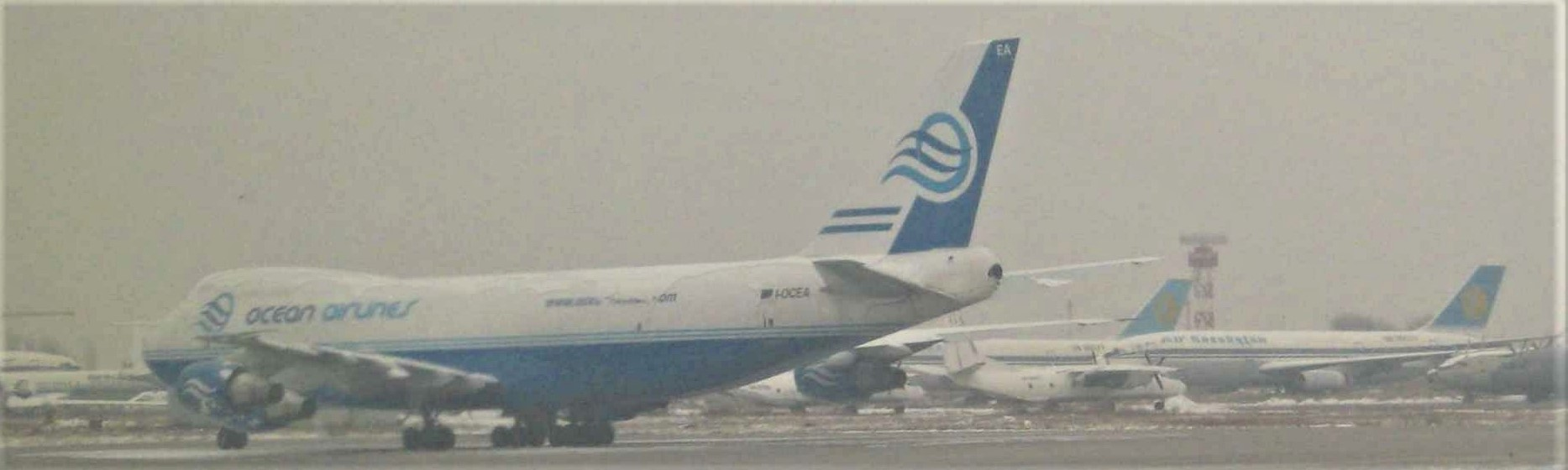
Boeing 747-200F van Ocean Airlines op Luchthaven Almaty, Kazachstan (2007)

- twee B747-200B(SCD)'s